# Podomyrma kitschneri
Podomyrma kitschneri är en myrart som först beskrevs av Auguste-Henri Forel 1915.  Podomyrma kitschneri ingår i släktet Podomyrma och familjen myror. Inga underarter finns listade i Catalogue of Life.